# Шарков, Альберт Альбертович
Альберт Альбертович Шарков (28 января 2002) — российский тяжелоатлет. Четырёхкратный чемпион России 2022, 2023, 2024 и 2025 годов в категории до 67 кг. Мастер спорта России.

## Биография
Родился 28 января 2002 года. Проживает в городе Сочи Краснодарского края. На соревнованиях представляет Краснодарский край и Ульяновскую область. В 11-летнем возрасте Альберт был единственным в мире спортсменом, который с собственным весом в 31 килограмм поднимал 55-килограммовую штангу.
В мае 2018 года присвоено звание звание «Мастер спорта России.
В декабре 2019 года на Первенстве Европы в возрастной категории до 17 лет завоевал серебряную медаль.
В 2022 году на чемпионате страны, который состоялся в Хабаровске, в весовой категории до 67 кг, Альберт стал чемпионом России, показав результат по сумме двух упражнений 289 килограммов. 
На чемпионате России по тяжёлой атлетике 2023 года, который состоялся в Новом Уренгое, Шарков повторил свой лучший результат и стал двукратным чемпионом России. Общий вес на штанге по сумме двух упражнений - 298 килограммов.
В июле 2024 года на чемпионате России в Новосибирске в третий раз подряд завоевал чемпионский титул в весовой категории до 67 кг. 
В августе 2025 года на чемпионате России в Санкт-Петербурге завоевал золотую медаль с результатом 295 кг по сумме двоеборья. 

## Основные результаты
| Год  | Соревнования     | Место проведения | Весовая категория | Рывок, кг | Толчок, кг | Сумма, кг | Место |
| ---- | ---------------- | ---------------- | ----------------- | --------- | ---------- | --------- | ----- |
| 2022 | Чемпионат России | Хабаровск        | до 67 кг          | 135       | 154        | 289       | 1     |
| 2023 | Чемпионат России | Новый Уренгой    | до 67 кг          | 140       | 158        | 298       | 1     |
| 2024 | Чемпионат России | Новосибирск      | до 67 кг          | 137       | 157        | 294       | 1     |
| 2025 | Чемпионат России | Санкт-Петербург  | до 67 кг          | 139       | 156        | 295       | 1     |